# 偏葉澤蘚
偏葉澤蘚（学名：Philonotis falcate）为珠蘚科澤蘚屬下的一个种。